# جشنواره فیلم کن ۱۹۵۱
چهارمین دوره جشنواره فیلم کن (انگلیسی: 1951 Cannes Film Festival)در این دوره جایزه بزرگ جشنواره به سه فیلم خانوم جولی ،
معجزه در میلان و اشپیگل ون هلند داده شد.

## برندگان
- جایزه بزرگ جشنواره:
  - آلف خوباریا برای فیلم خانوم جولی
  - ویتوریو دسیکا برای فیلم معجزه در میلان
  - برت هانسرتا برای فیلم اشپیگل ون هلند
- جایزه هیئت داوران جشنواره فیلم کن: همه‌چیز درباره ایو برای جوزف ال. منکیه‌ویچ
- جایزه بهترین بازیگر مرد جشنواره فیلم کن: مایکل ردگریو برای نسخه براونینگ
- جایزه بهترین بازیگر زن جشنواره فیلم کن: بت دیویس برای همه‌چیز درباره ایو
- جایزه بهترین کارگردان جشنواره فیلم کن: لوئیس بونوئل برای فراموش‌شدگان
- جایزه بهترین فیلم‌نامه جشنواره فیلم کن: ترنس رتیگان برای نسخه براونینگ
- بهترین فیلمبرداری: ارابه مخصوص حمل الوار ایزابل
- بهترین موسیقی : ژولیت و کلید به رویاها